# Molgula retortiformis
Molgula retortiformis is een zakpijpensoort uit de familie van de Molgulidae. De wetenschappelijke naam van de soort is voor het eerst geldig gepubliceerd in 1871 door Verrill.